# Niphidium anocarpos
Niphidium anocarpos là một loài thực vật có mạch trong họ Polypodiaceae. Loài này được (Kunze) Lellinger miêu tả khoa học đầu tiên năm 1972.